# Melipotis leucomelana
Melipotis leucomelana là một loài bướm đêm trong họ Erebidae.